# Adam and Eve a la Mode
Adam and Eve a la Mode è un cortometraggio muto del 1920 diretto e interpretato da Jess Robbins.

## Produzione
Il film fu prodotto dalla Century Comedies (Century Film) e dalla United States Moving Picture Corporation (come Rainbow Comedies).

## Distribuzione
Distribuito dall'Universal Film Manufacturing Company, il film - un cortometraggio in due bobine - uscì nelle sale cinematografiche USA il 5 gennaio 1920.